# 안드레아스 카츨라스
안드레아스 카츨라스(Andreas Katsulas, 1946년 5월 16일 ~ 2006년 1월 3일)는 미국의 배우이다.

## 출연 작품
- 파이널 디씨전 - 엘 세예드 자파 역
- 마피아